# Сизиневский, Виктор Осипович
Виктор Осипович Сизиневский (ок. 1801 — не ранее 1841) — участник восстания Черниговского пехотного полка, полковой казначей.
Происходил из дворян Гродненской губернии. Службу начал 1 февраля 1817 года подпрапорщиком Черниговского пехотного полка; с 28 июня 1817 года — портупей-прапорщик, с 4 мая 1818 года — прапорщик, с 29 апреля 1819 года — подпоручик, с 4 мая 1823 года — поручик 1-й гренадерской роты 1-го батальона; был полковым казначеем.
Вместе с другими офицерами полка последовал за С. И. Муравьёвым-Апостолом; Вызванные Муравьевым поручик Сизиневский и подпоручик Войнилович получили от него приказ подготовить всё необходимое для обеспечения полка в походе провиантом. Но обнаружив, что к мятежникам не присоединяются другие войска, Сизиневский добровольно явился к начальству, что и было впоследствии принято ко вниманию. Первоначально, военным судом при Главной квартире 1-й армии в Могилёве он был приговорён к смертной казни повешением, как нарушителя воинских уставов; но по заключению Аудиториатского департамента, высочайше конфирмованному 12 июля 1826 года, был приговорён к лишению чинов и дворянства, разжалованию в рядовые и отправке в дальние гарнизоны. Определён в Сибирские линейные батальоны; затем служил унтер-офицером в Тифлисском егерском полку, откуда был уволен в отставку с чином коллежского регистратора в 1841 году. Дальнейшие сведения отсутствуют.